# CF Водолея
CF Водолея (лат. CF Aquarii) — одиночная переменная звезда в созвездии Водолея на расстоянии (вычисленном из значения параллакса) приблизительно 25264 световых лет (около 7746 парсеков) от Солнца. Видимая звёздная величина звезды — от +15,93m до +14,37m.

## Характеристики
CF Водолея — жёлто-белая пульсирующая переменная звезда типа RR Лиры (RRAB) спектрального класса F. Эффективная температура — около 6611 К.